# Epirrhoe hastulata
Epirrhoe hastulata es una especie de polilla de la familia Geometridae, descrita por primera vez por el entomólogo alemán Jacob Hübner en 1792, con distribución en Eurasia. Tiene gran similitud con otras dos espcies de la región, E. tristata y E. pupillata. Cuenta con dos subespecies:
- Epirrhoe hastulata hastulata
- Epirrhoe hastulata reducta (Djakonov, 1929) conocida (en japonés) como ヒトスジシロナミシャク.[3]

## Descripción
El patrón de las alas anteriores es marrón con múltiples líneas crenadas o festonadas. E. tristata es una polilla pequeña, con una envergardura de 21 milímetros (0,8 plg). El fondo de las alas es gris oscuro, con marcas blancas y estrechas bandas transversales blancas en las alas delanteras. Los flecos a lo largo del borde del ala alternan entre blanco y negro. El cuerpo es negro con pequeños anillos blancos entre los distintos segmentos.

## Distribución

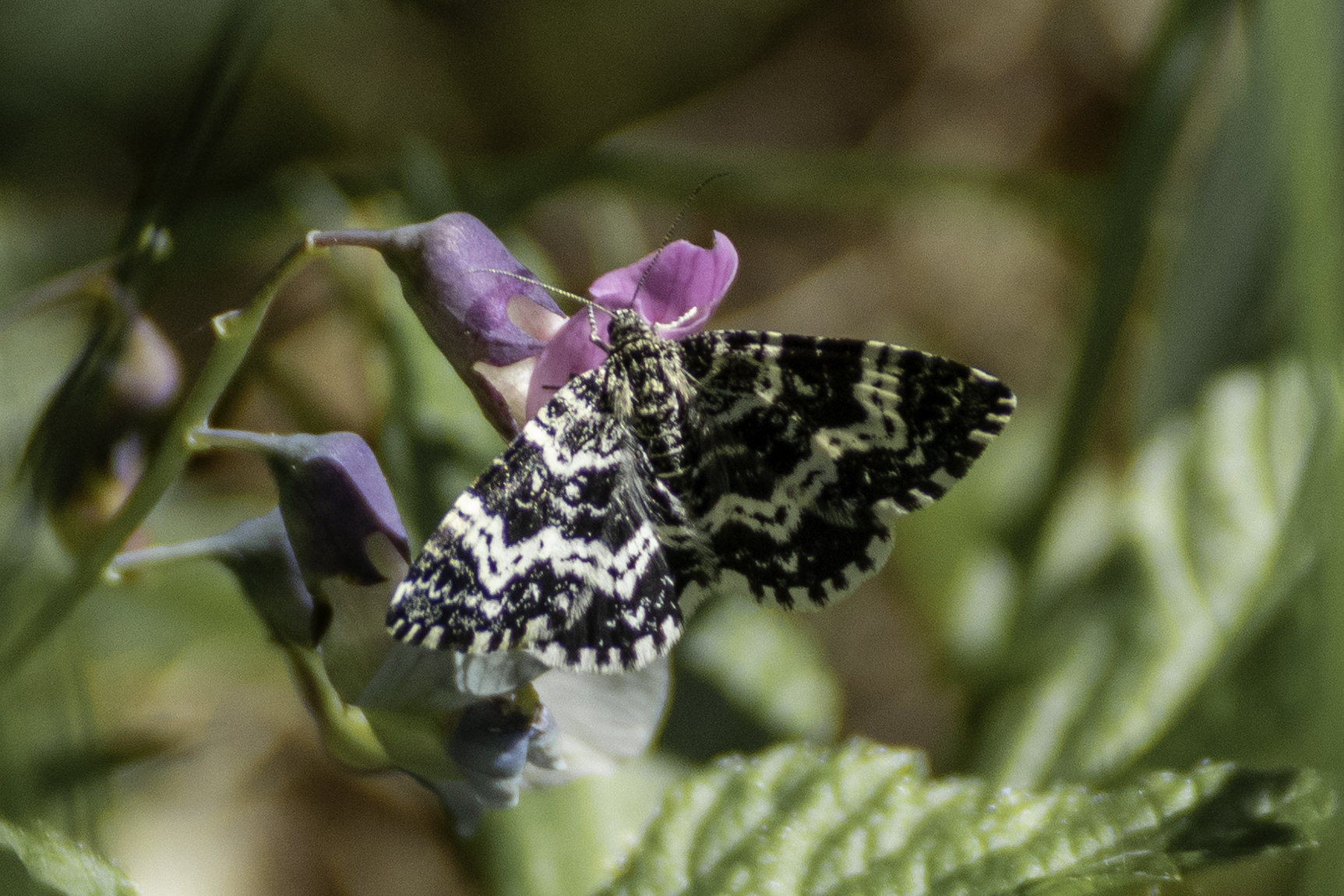
Espécimen adulto en la isla de Gotlandia.

E. hastulata se distribuye ampliamente en Europa, desde el área entre el norte de Escandinavia y los Alpes, a través del Cáucaso y Asia central hasta la península de Kamchatka y las islas Kuriles, Transcaucasia, Kazajistán, la llanura de Siberia Occidental, el extremo Oriente ruso (Sajá, Transbaikalia), Mongolia del Norte, Tíbet y la isla de Honshu. Es frecuente en el sur de Noruega, en el este de Suecia y prácticamente toda Finlandia. 
En Francia, está muy localizada en el macizo alpino, especialmente en Queyrac, donde se encuentra a altitudes bastante elevadas (1500-2200 m). También ha sido puntualmente descrita en el noreste, pero probablemente haya desaparecido desde entonces. Al menos un espécimen fue descubierto en Alaska.
E. hastulata prefiere los bordes de los senderos herbosos, habita también en bosques abiertos y puntos claros de bosques mesófilos a los que son bastante secos, especialmente bosques de hayas y donde hay grandes reservas de Galium.

### E. h. reducta
La subespecie E. h. reducta se ha descrito en la isla de Hokkaidō, en Siberia, el Extremo Oriente (provincia de Magadánsk, península de Kamchatka, Krai de Primorie, isla de Sajalín y las islas Kuriles).

## Ciclo de vida

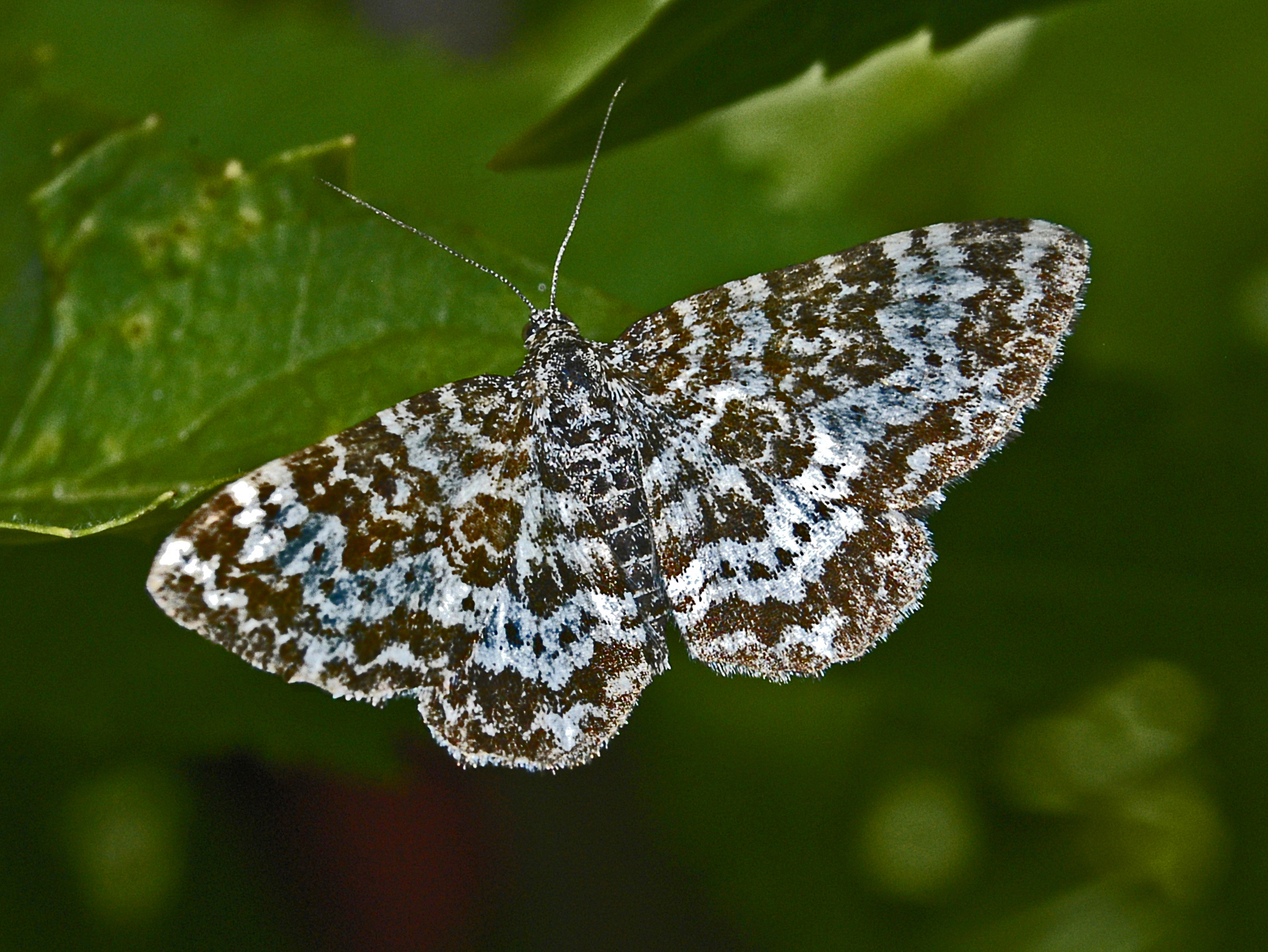
Polilla adulta en julio, Italia.

Los adultos vuelan de mayo a junio. Las orugas se alimentan de especies de Galium, incluyendo Galium verum. Se pueden encontrar las larvas de julio a agosto. El imago se encuentra como un individuo aislado, revoloteando a plena luz del día, tanto a la sombra como al sol. Se posa para beber en charcos húmedos como un ropalócero. No sale a la luz. La crisálida hiberna en un capullo como todas las Epirrhoe.

## Conservación
E. hastulata está amenazada por las medidas forestales, forestación densa con árboles no autóctonos y oscuros, destrucción mecánica de los márgenes y probablemente por la proliferación de plantas amantes del nitrógeno, como las moras, debido a la fertilización excesiva desde el aire.
En el uso de animales de pastoreo para restaurar pastizales seminaturales, la especie prefiere antiguos pastizales pastoreados continuamente, aquellos restaurados con aproximadamente 5 años de reiniciado el pastoreo que los antiguos pastizales abandonados.